# Pochonia rubescens
Pochonia rubescens är en svampart som beskrevs av Zare, W. Gams & López-Llorca 2001. Pochonia rubescens ingår i släktet Pochonia och familjen Clavicipitaceae.   Inga underarter finns listade i Catalogue of Life.